# Styrsö
Styrsö – miejscowość (tätort) w Szwecji, w regionie administracyjnym (län) Västra Götaland, w gminie Göteborg.
Według danych Szwedzkiego Urzędu Statystycznego liczba ludności wyniosła: 1324 (31 grudnia 2015), 1350 (31 grudnia 2018) i 1337 (31 grudnia 2019).